# The Mad Miner
The Mad Miner est un film muet américain réalisé par Francis Boggs et sorti en 1909.

## Résumé
L'histoire raconte les aventures de James Hart et de sa jeune épouse à la recherche d'or dans l'Ouest américain.

## Fiche technique
- Réalisation : Francis Boggs
- Production : William Nicholas Selig
- Date de sortie :  États-Unis : 4 mars 1909

## Distribution
- Fred Church